# Only When You Leave
«Only When You Leave» es una canción de la banda inglesa de Synth pop Spandau Ballet, que fue incluida en el cuarto álbum de estudio Parade. La compañía discográfica Chrysalis Records la publicó el 28 de mayo de 1984 como el primer sencillo de dicho álbum. La producción estuvo a cargo del grupo junto a Steve Jolley y Tony Swain.

## Recepción
La canción se convirtió en el octavo top 10 de la banda en el Reino Unido, alcanzando la posición número 3 en la UK Singles Chart. En Australia, obtuvo una gran acogida al colocarse en el puesto número 12. En los Estados Unidos, entró en el top 40 logrando la posición 34 y en Alemania, llegó al puesto 26.

## Listas de popularidad
| Lista (1984)                        | Máxima posición |
| ----------------------------------- | --------------- |
| Australia (Kent Music Report)       | 12              |
| Bélgica (Flandes) (Ultratop 50)     | 5               |
| Bélgica (VRT Top 30 Flanders)       | 5               |
| Canadá (RPM Top Singles)            | 23              |
| Francia (IFOP)                      | 51              |
| Alemania (Media Control AG)         | 26              |
| Irlanda (IRMA)                      | 2               |
| Italia (FIMI)                       | 36              |
| Países Bajos (Mega Single Top 100)  | 3               |
| Países Bajos (Dutch Top 40)         | 2               |
| Nueva Zelanda (Recorded Music NZ)   | 10              |
| Noruega (VG-lista)                  | 8               |
| Polonia (LP3)                       | 25              |
| Suiza (Schweizer Hitparade)         | 20              |
| Reino Unido (UK Singles Chart)      | 3               |
| Estados Unidos (Billboard Hot 100)  | 34              |
| Estados Unidos (Adult Contemporary) | 36              |
| Estados Unidos (Mainstream Rock)    | 40              |
| Estados Unidos Cash Box             | 32              |